# Xiphophorus mayae
Xiphophorus mayae és una espècie de peix de la família dels pecílids i de l'ordre dels ciprinodontiformes.

## Morfologia
Els mascles poden assolir els 7,2 cm de longitud total i les femelles els 7,62.

## Distribució geogràfica
Es troba a Centreamèrica: Guatemala i Hondures.